# Hervé Othily
Pour les articles homonymes, voir Othily.
Hervé Othily est un footballeur français né le 26 avril 1945 à Fort-de-France. Il était attaquant.

## Biographie
Hervé Othily joue 19 matchs en Division 1 avec les Girondins de Bordeaux.
Il est international universitaire en 1970 et 1972,.